# Brétigny (Oise)
Ne doit pas être confondu avec Brétigny (Eure) ou Bretigny.
Pour les articles homonymes, voir Brétigny.
Brétigny est une commune française située dans le département de l'Oise en région Hauts-de-France.

## Géographie

### Description

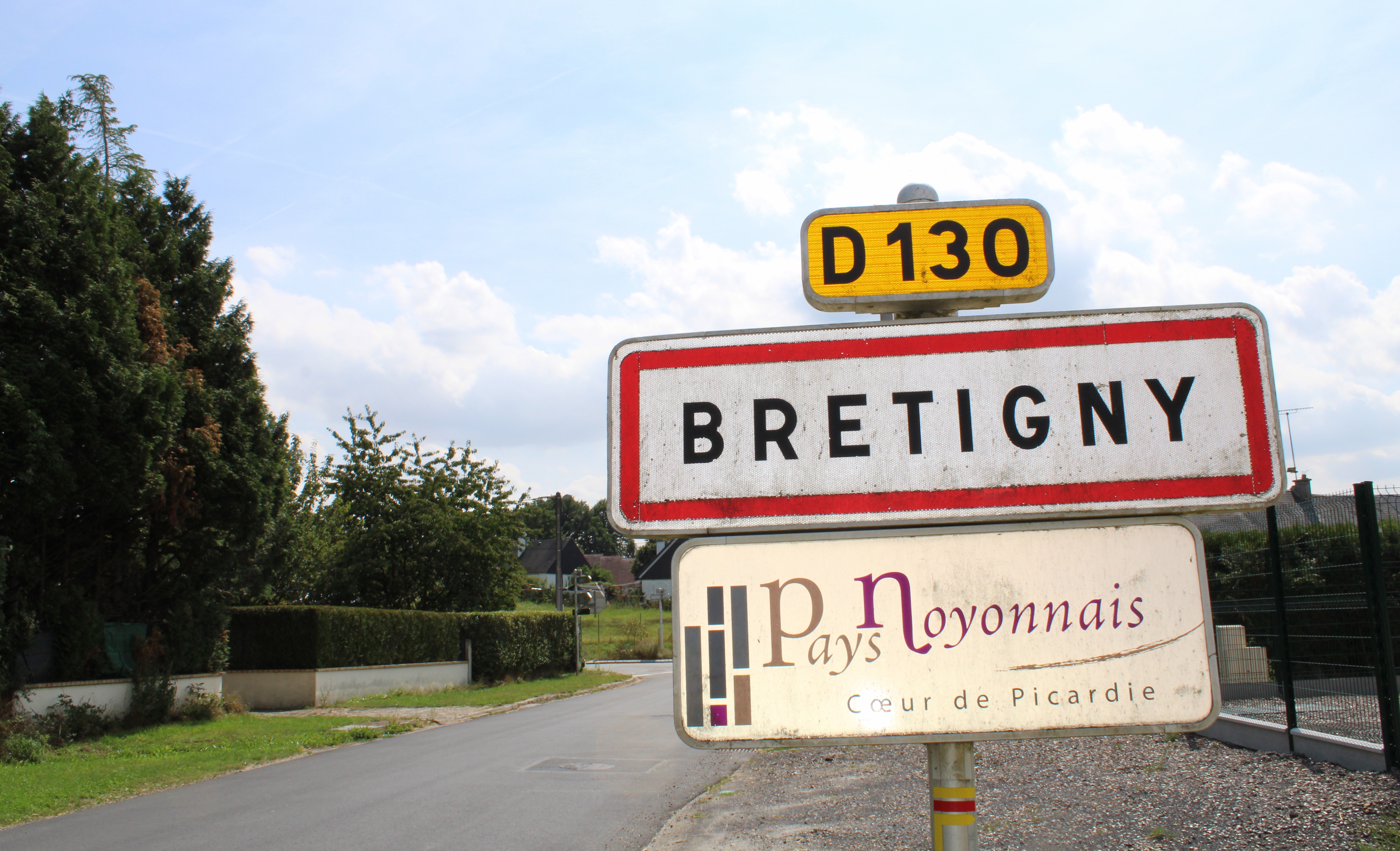
Entrée du village.

Brétigny est un village rural du Noyonnais de la rive gauche de vallée de l'Oise, situé à 8 km à l'est de Noyon, 27 km au nord-ouest de Soissons, 75 km au nord-ouest de Reims et à 95 km au nord-est de Paris.
Il est aisément accessible par les anciennes nationales RN 32 et RN 334 (actuelles RD 1032 et 934).
Au milieu du XIXe siècle, le territoire communal était décrit comme « une plaine à peu près triangulaire, bornée au nord par le cours de l'Oise. Le bois de  Brétigny occupe vers l'est
la région moyenne ; tout le reste est découvert. Le ruisseau de Camelin coule, en partie sur la limite de l'ouest ».

### Hydrographie

#### Réseau hydrographique
La commune est située dans le bassin Seine-Normandie. Elle est drainée par le ru de Camelin, le fossé des Bédants divers bras de l'Oise et divers autres petits cours d'eau,.
L'Oise prend sa source en Belgique, à 309 mètres d'altitude, dans l'ancienne commune de Forges et se jette dans la Seine à 20 mètres d'altitude, au Pointil en rive droite et en aval du centre de Conflans-Sainte-Honorine dans le département des Yvelines. D'une longueur 341 kilomètres, elle est presque entièrement navigable et bordée de canaux sur 104 kilomètres.

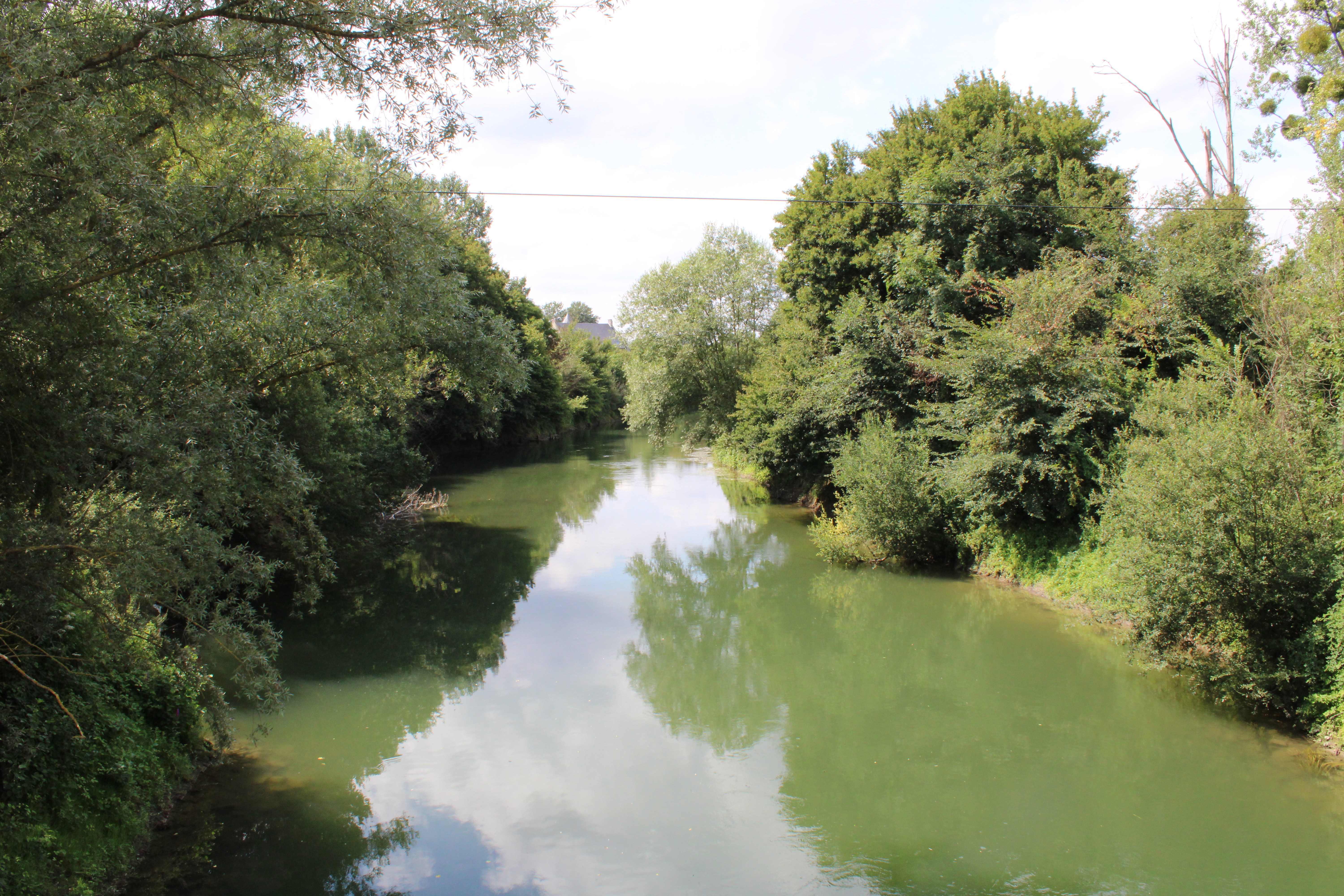
L'Oise à l'entrée de Brétigny..
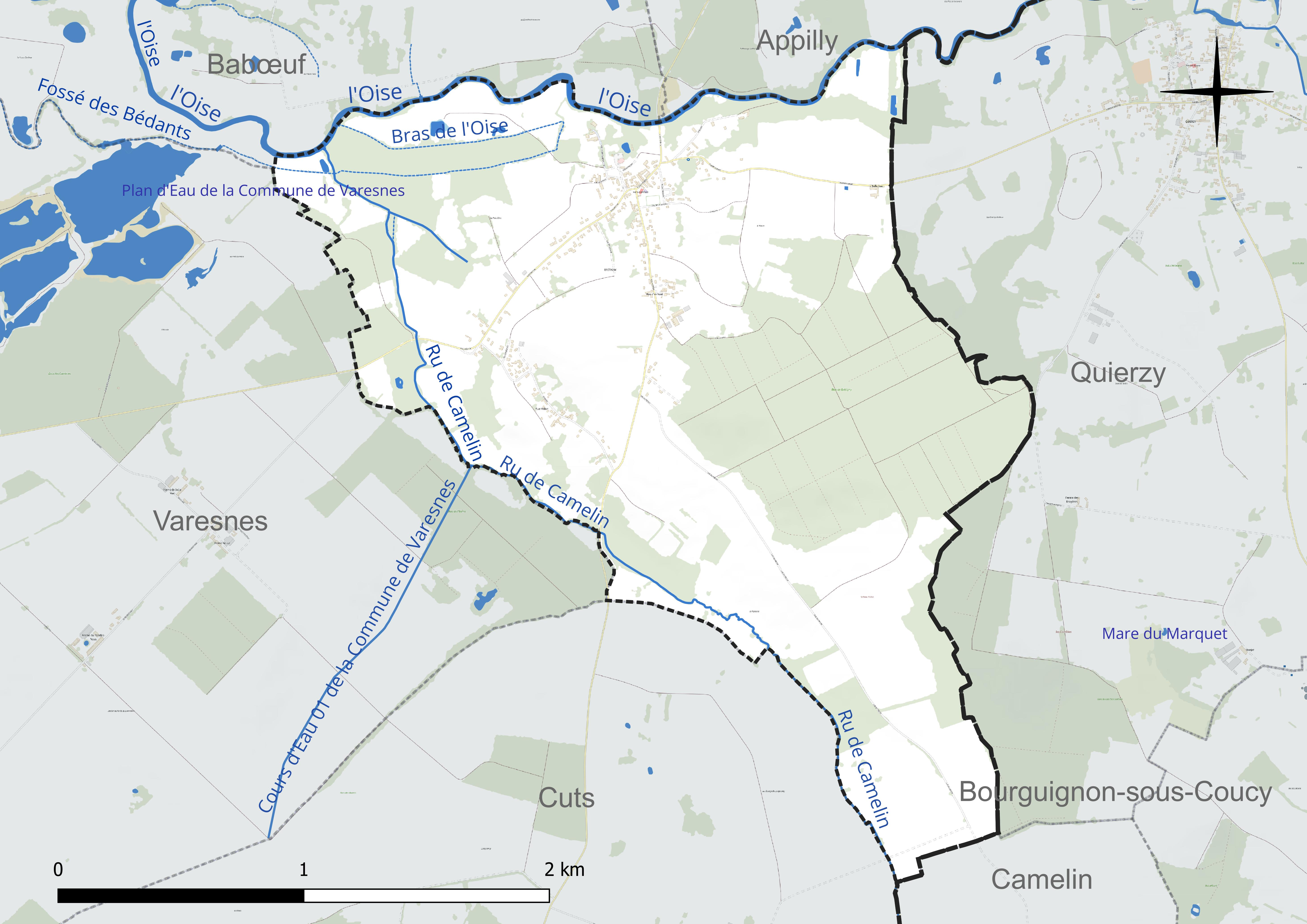
Réseau hydrographique de Brétigny.

#### Gestion et qualité des eaux
Le territoire communal est couvert par le schéma d'aménagement et de gestion des eaux (SAGE) « Sensée ». Ce document de planification concerne un territoire de 1 013 km2 de superficie, délimité par le bassin versant de l'Oise moyenne. Le périmètre a été arrêté le 24 avril 2017 et le SAGE est, en 2024, encore en élaboration. La structure porteuse de l'élaboration et de la mise en œuvre est le syndicat mixte du SAGE Oise-Moyenne (SMOM).
La qualité des cours d'eau peut être consultée sur un site dédié géré par les agences de l'eau et l'Agence française pour la biodiversité.

### Climat
Pour des articles plus généraux, voir Climat des Hauts-de-France et Climat de l'Oise.
En 2010, le climat de la commune est de type climat océanique dégradé des plaines du Centre et du Nord, selon une étude du CNRS s'appuyant sur une série de données couvrant la période 1971-2000. En 2020, Météo-France publie une typologie des climats de la France métropolitaine dans laquelle la commune est dans une zone de transition entre le climat océanique et le climat océanique altéré et est dans la région climatique Nord-est du bassin Parisien, caractérisée par un ensoleillement médiocre, une pluviométrie moyenne régulièrement répartie au cours de l'année et un hiver froid (3 °C).
Pour la période 1971-2000, la température annuelle moyenne est de 10,5 °C, avec une amplitude thermique annuelle de 15,1 °C. Le cumul annuel moyen de précipitations est de 684 mm, avec 11,1 jours de précipitations en janvier et 8,8 jours en juillet. Pour la période 1991-2020, la température moyenne annuelle observée sur la station météorologique la plus proche, située sur la commune de Chauny à 10 km à vol d'oiseau, est de 11,1 °C et le cumul annuel moyen de précipitations est de 709,9 mm,. Pour l'avenir, les paramètres climatiques de la commune estimés pour 2050 selon différents scénarios d'émission de gaz à effet de serre sont consultables sur un site dédié publié par Météo-France en novembre 2022.

## Urbanisme

### Typologie
Au 1er janvier 2024, Brétigny est catégorisée commune rurale à habitat dispersé, selon la nouvelle grille communale de densité à sept niveaux définie par l'Insee en 2022.
Elle est située hors unité urbaine. Par ailleurs la commune fait partie de l'aire d'attraction de Noyon, dont elle est une commune de la couronne,. Cette aire, qui regroupe 38 communes, est catégorisée dans les aires de moins de 50 000 habitants,.

### Occupation des sols
L'occupation des sols de la commune, telle qu'elle ressort de la base de données européenne d'occupation biophysique des sols Corine Land Cover (CLC), est marquée par l'importance des territoires agricoles (64 % en 2018), en diminution par rapport à 1990 (66,2 %). La répartition détaillée en 2018 est la suivante : 
forêts (31,2 %), terres arables (30,7 %), prairies (17,2 %), zones agricoles hétérogènes (16,1 %), zones urbanisées (4,9 %). L'évolution de l'occupation des sols de la commune et de ses infrastructures peut être observée sur les différentes représentations cartographiques du territoire : la carte de Cassini (XVIIIe siècle), la carte d'état-major (1820-1866) et les cartes ou photos aériennes de l'IGN pour la période actuelle (1950 à aujourd'hui).

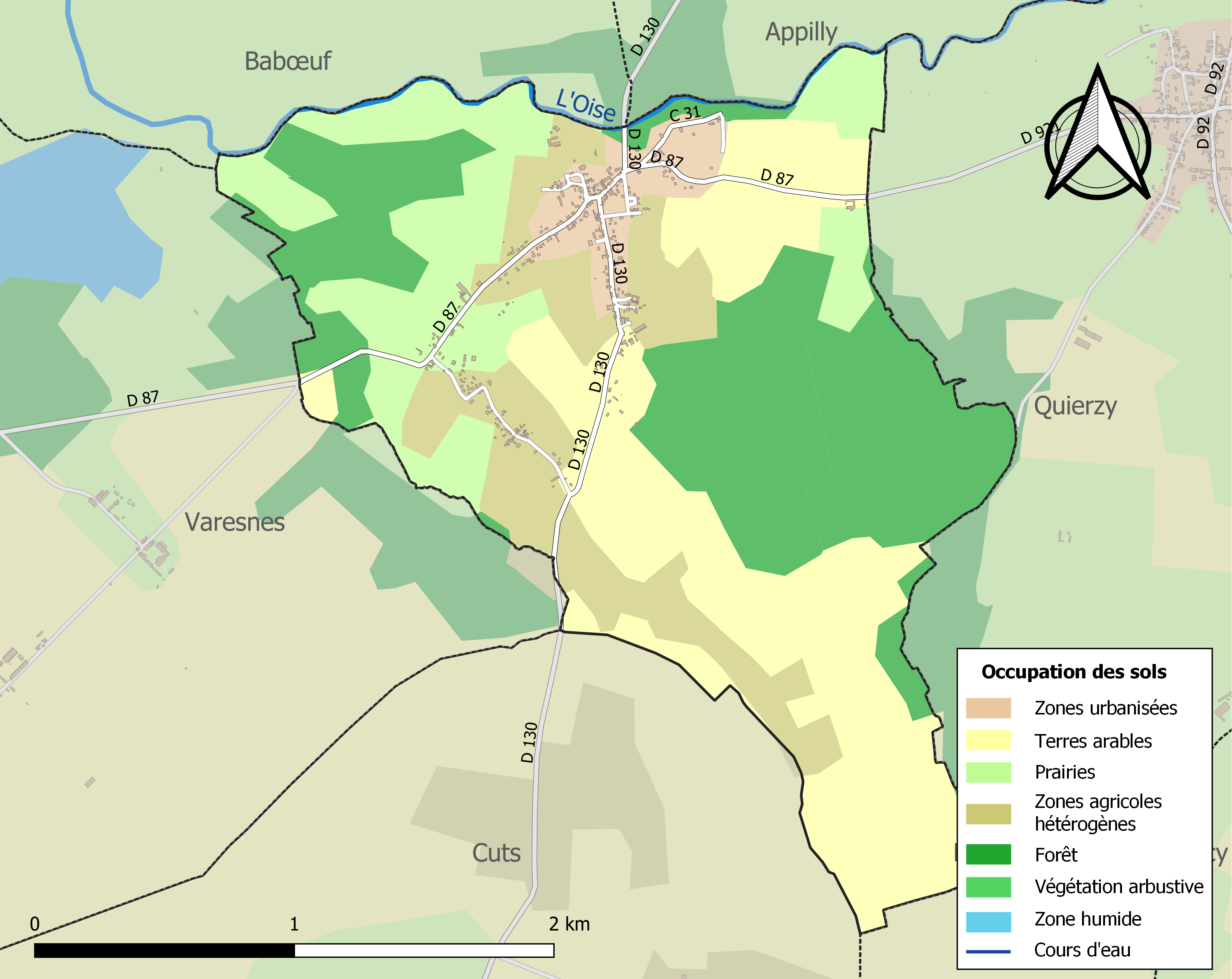
Carte des infrastructures et de l'occupation des sols de la commune en 2018 (CLC).

### Habitat et logement
En 2018, le nombre total de logements dans la commune était de 165, alors qu'il était de 166 en 2013 et de 150 en 2008.
Parmi ces logements, 89,6 % étaient des résidences principales, 1,7 % des résidences secondaires et 8,7 % des logements vacants. Ces logements étaient pour 99,4 % d'entre eux des maisons individuelles et pour 0 % des appartements.
Le tableau ci-dessous présente la typologie des logements à Brétigny en 2018 en comparaison avec celle de l'Oise et de la France entière. Une caractéristique marquante du parc de logements est ainsi une proportion de résidences secondaires et logements occasionnels (1,7 %) inférieure à celle du département (2,5 %) mais supérieure à celle de la France entière (9,7 %). Concernant le statut d'occupation de ces logements, 84,2 % des habitants de la commune sont propriétaires de leur logement (79,2 % en 2013), contre 61,4 % pour l'Oise et 57,5 pour la France entière.
| Typologie                                               | Brétigny | Oise | France entière |
| ------------------------------------------------------- | -------- | ---- | -------------- |
| Résidences principales (en %)                           | 89,6     | 90,4 | 82,1           |
| Résidences secondaires et logements occasionnels (en %) | 1,7      | 2,5  | 9,7            |
| Logements vacants (en %)                                | 8,7      | 7,1  | 8,2            |

### Voies de communication et transports
La commune est desservie, en 2023, par les lignes 672 et 673 du réseau interurbain de l'Oise.

## Toponymie
Le nom de la localité est attesté sous les formes Brittenacus (vers 814) ; Brittinacus (970) ; Brittennaci monasterium (Xe) ; de Britiniaco (1132) ; Sancti Petri de Britiniaco (1134) ; Britanniacum (1150) ; Breteigniacus (1176) ; Brittinnacus (1176) ; Bertigny (XIIe) ; Britigniaci (1204) ; Bretegni (1207) ; inter Babodium et Brethegni (1207) ; in gravia juxta Bretigniacum (1208) ; de Britigniaco (1248) ; Breteigni (1263) ; Breteigny (1263) ; de Britinniaco (1319) ; Brethigny (1503) ; Brétigny sur Oise (XIXe) ; Brétigny (1840).
Il s'agit du type toponymique gallo-roman Britinniacum ce qui veut dire « propriété du Breton ». Le nom atteste donc que le territoire était à cette période attribué à un Breton, venant de l'île de Bretagne, la Grande-Bretagne d'aujourd'hui, à l'époque des migrations bretonnes (VIe siècle).

## Histoire
Selon Louis Graves, « Brétigny était au huitième siècle une dépendance de la maison royale de Quierzy (Carisiacus). On y voyait une abbaye considérable qui fut détruite, ainsi que ce château, par les Normands. 
Le pape Étienne III vint en 754 au monastère de Brétigny, dans lequel était une école de théologie ; les religieux lui proposèrent différentes questions sur le mariage, le baptême et le gouvernement du clergé. La réponse du pape, datée de Quierzy en dix-neuf articles, est insérée au deuxième volume des Conciles de France. 
Willebert évêque de Châlons fut sacré à Brétigny, au mois de décembre 868 par Hincmar archevêque de Reims, assisté d'Eude évêque de Beauvais, et de ses autres suffragans,
On indique comme ayant vécu à  Brétigny saint Gamon, dont le nom seul est connu, et saint Hubert dont le tombeau fut pendant plusieurs siècles le but d'un pèlerinage célèbre.
Le monastère-fut réduit, après l'incendie des bâtimens, en un prieuré simple qui relevait du prieuré de Lihons-en-Santerre, ordre de Cluny. Il devait y avoir cinq moines ».
Il indique également que « Brétigny avait une forteresse qui commandait le passage de l'Oise et communiquait avec la rivière au moyen d'un double fossé » dont le pont subsistait au XIXe siècle.
En 1438, Jean de l'Isle, capitaine de Dive, se retire dans la forteresse de Brétigny, d'où il moleste les habitants de Noyon. Le comte d'Eu l'ayant fait prisonnier, lui fit trancher la tête sur la place de l'Hôtel-de-Ville, ainsi qu'à vingt de ses compagnons. La forteresse fut immédiatement ruinée.
En 1851, l'Oise était traversée par un bac et la commune comptait un moulin à vent ainsi qu'une cendrière.

## Politique et administration

### Rattachements administratifs et électoraux

#### Rattachements administratifs
La commune se trouve depuis 1926 dans l'arrondissement de Compiègne du département de l'Oise.
Elle faisait partie depuis 1801 du canton de Noyon. Dans le cadre du redécoupage cantonal de 2014 en France, cette circonscription administrative territoriale a disparu, et le canton n'est plus qu'une circonscription électorale.

#### Rattachements électoraux
Pour les élections départementales, la commune fait partie depuis 2014 d'un nouveau  canton de Noyon
Pour l'élection des députés, elle fait partie de la sixième circonscription de l'Oise.

### Intercommunalité
Brétigny est membre de la communauté de communes du Pays Noyonnais, un établissement public de coopération intercommunale (EPCI) à fiscalité propre créé en 1994 et auquel la commune a transféré un certain nombre de ses compétences, dans les conditions déterminées par le code général des collectivités territoriales.

### Liste des maires
| Période                                  | Période                       | Identité            | Étiquette | Qualité                                    |
| ---------------------------------------- | ----------------------------- | ------------------- | --------- | ------------------------------------------ |
| Les données manquantes sont à compléter. |                               |                     |           |                                            |
| Mars 1983                                | Juin 1995                     | Claude Lefort       | DVG       | Directeur d'école                          |
| Les données manquantes sont à compléter. |                               |                     |           |                                            |
| juin 1995                                | 2008                          | François Kleczewski | DVD       | Contrôleur divisionnaire des TPE           |
| mars 2008                                | 2014                          | Georges Samson      | EXD       |                                            |
| 2014                                     | En cours (au 2 décembre 2020) | David Doucet        |           | Agriculteur Réélu pour le mandat 2020-2026 |

## Population et société

### Démographie

#### Évolution démographique
L'évolution du nombre d'habitants est connue à travers les recensements de la population effectués dans la commune depuis 1793. Pour les communes de moins de 10 000 habitants, une enquête de recensement portant sur toute la population est réalisée tous les cinq ans, les populations de référence des années intermédiaires étant quant à elles estimées par interpolation ou extrapolation. Pour la commune, le premier recensement exhaustif entrant dans le cadre du nouveau dispositif a été réalisé en 2005.

En 2022, la commune comptait 433 habitants, en évolution de +6,13 % par rapport à 2016 (Oise : +0,87 %, France hors Mayotte : +2,11 %).
| 1793 | 1800 | 1806 | 1821 | 1831 | 1836 | 1841 | 1846 | 1851 |
| ---- | ---- | ---- | ---- | ---- | ---- | ---- | ---- | ---- |
| 386  | 401  | 422  | 433  | 489  | 469  | 466  | 438  | 427  |

| 1856 | 1861 | 1866 | 1872 | 1876 | 1881 | 1886 | 1891 | 1896 |
| ---- | ---- | ---- | ---- | ---- | ---- | ---- | ---- | ---- |
| 400  | 402  | 353  | 342  | 318  | 295  | 278  | 260  | 258  |

| 1901 | 1906 | 1911 | 1921 | 1926 | 1931 | 1936 | 1946 | 1954 |
| ---- | ---- | ---- | ---- | ---- | ---- | ---- | ---- | ---- |
| 256  | 258  | 227  | 187  | 225  | 223  | 220  | 216  | 233  |

| 1962 | 1968 | 1975 | 1982 | 1990 | 1999 | 2005 | 2006 | 2010 |
| ---- | ---- | ---- | ---- | ---- | ---- | ---- | ---- | ---- |
| 237  | 230  | 257  | 311  | 302  | 324  | 344  | 350  | 380  |

| 2015 | 2020 | 2022 | - | - | - | - | - | - |
| ---- | ---- | ---- | - | - | - | - | - | - |
| 413  | 427  | 433  | - | - | - | - | - | - |

#### Pyramide des âges
La population de la commune est relativement jeune.
En 2018, le taux de personnes d'un âge inférieur à 30 ans s'élève à 41,2 %, soit au-dessus de la moyenne départementale (37,3 %). À l'inverse, le taux de personnes d'âge supérieur à 60 ans est de 20,9 % la même année, alors qu'il est de 22,8 % au niveau départemental.
En 2018, la commune comptait 199 hommes pour 217 femmes, soit un taux de 52,16 % de femmes, légèrement supérieur au taux départemental (51,11 %).
Les pyramides des âges de la commune et du département s'établissent comme suit.
| Hommes | Classe d’âge | Femmes |
| ------ | ------------ | ------ |
| 0,5    | 90 ou +      | 0,9    |
| 3,4    | 75-89 ans    | 3,1    |
| 16,7   | 60-74 ans    | 17,0   |
| 17,6   | 45-59 ans    | 14,3   |
| 22,5   | 30-44 ans    | 21,5   |
| 16,2   | 15-29 ans    | 14,3   |
| 23,0   | 0-14 ans     | 28,7   |

| Hommes | Classe d’âge | Femmes |
| ------ | ------------ | ------ |
| 0,5    | 90 ou +      | 1,4    |
| 5,5    | 75-89 ans    | 7,6    |
| 15,6   | 60-74 ans    | 16,3   |
| 20,8   | 45-59 ans    | 20     |
| 19,4   | 30-44 ans    | 19,4   |
| 17,6   | 15-29 ans    | 16,2   |
| 20,6   | 0-14 ans     | 19,1   |

### Manifestations culturelles et festivités
Un spectacle son et lumière est organisé sur des thèmes locaux. La onzième édition intitulée « Si Brétigny m'était contée »  a eu lieu à l'église en juin-juillet 2001

## Culture locale et patrimoine

### Lieux et monuments
- L'église Saint-Hubert classée monument historique en 1920, édifice des XIIe et XIVe siècles dont le chœur est doté d'un chevet plat. L'édifice, très endommagé en 1918 à la fin de la Première Guerre mondiale, a été restauré de manière exemplaire sous l'autorité de l'architecte A. Collin et a gardé ses caractéristiques médiévales.
C'est à la fois une église paroissiale et de l'ancien prieuré de Brétigny : la courte nef refaite et autrefois réservée à la paroisse sous le titre de saint Nicolas précède la partie correspondante au prieuré, constituée d'un faux transept sur les bras duquel se greffent deux chapelles carrées, et un chœur à chevet plat formé de deux travées.
Le chœur est d'une exceptionnelle qualité. Beaucoup plus haut que le faux transept, il comporte une première travée, courte et aveugle, correspondant aux chapelles, qui sont voûtées d'ogives retombant sur des chapiteaux à crochets, suivie d'une seconde travée, de plan carré, et inondée de lumière. Les murs latéraux sont percés de doubles lancettes élancées, délicatement soulignées, à l'intérieur comme à l'extérieur, par des colonnettes en délit et une moulure torique.
Le mur du chevet superpose de manière spectaculaire trois lancettes et une grande rose à douze lobes, dont la conception semble inspirée de celle de la  cathédrale Notre-Dame de Laon[31].

- Activités nautiques sur l'Oise, avec un embarcadère pour les canoës aménagé en 2015 sur les berges de la rue du Bac[32].
- Monolithes de grès le long du chemin dit de Saint-Hubert, où il était coutume pour les pèlerins de faire station et de prier[33] ;
- Dolmen près du cimetière, constitué d'un grès de deux mètres de long, haut d'un mètre et demi, enterré sur deux mètres de profondeur et érigé à l'époque des Gaulois[33]

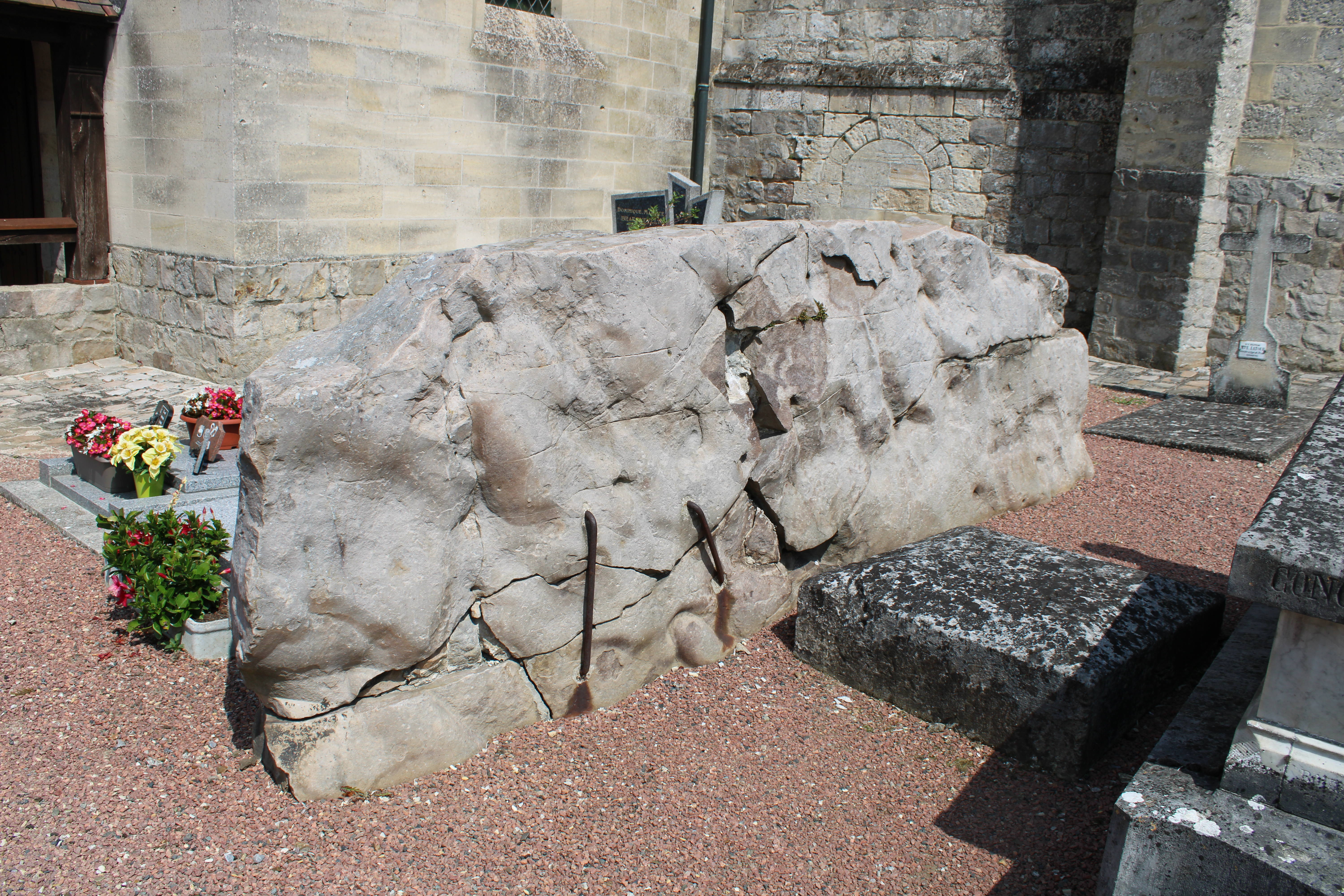
Imposant bloc de grès près de l'église
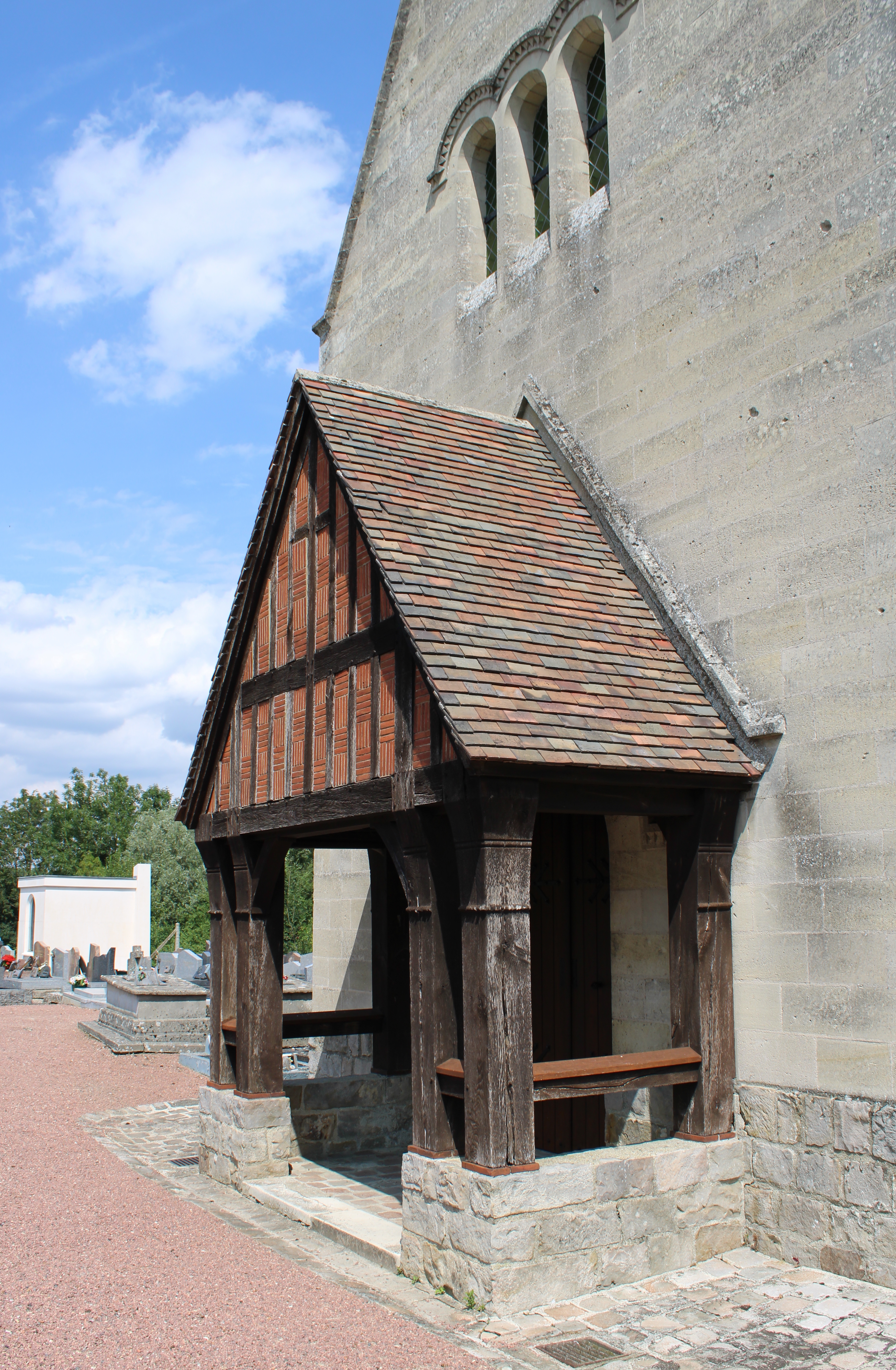
Porche de l'église.
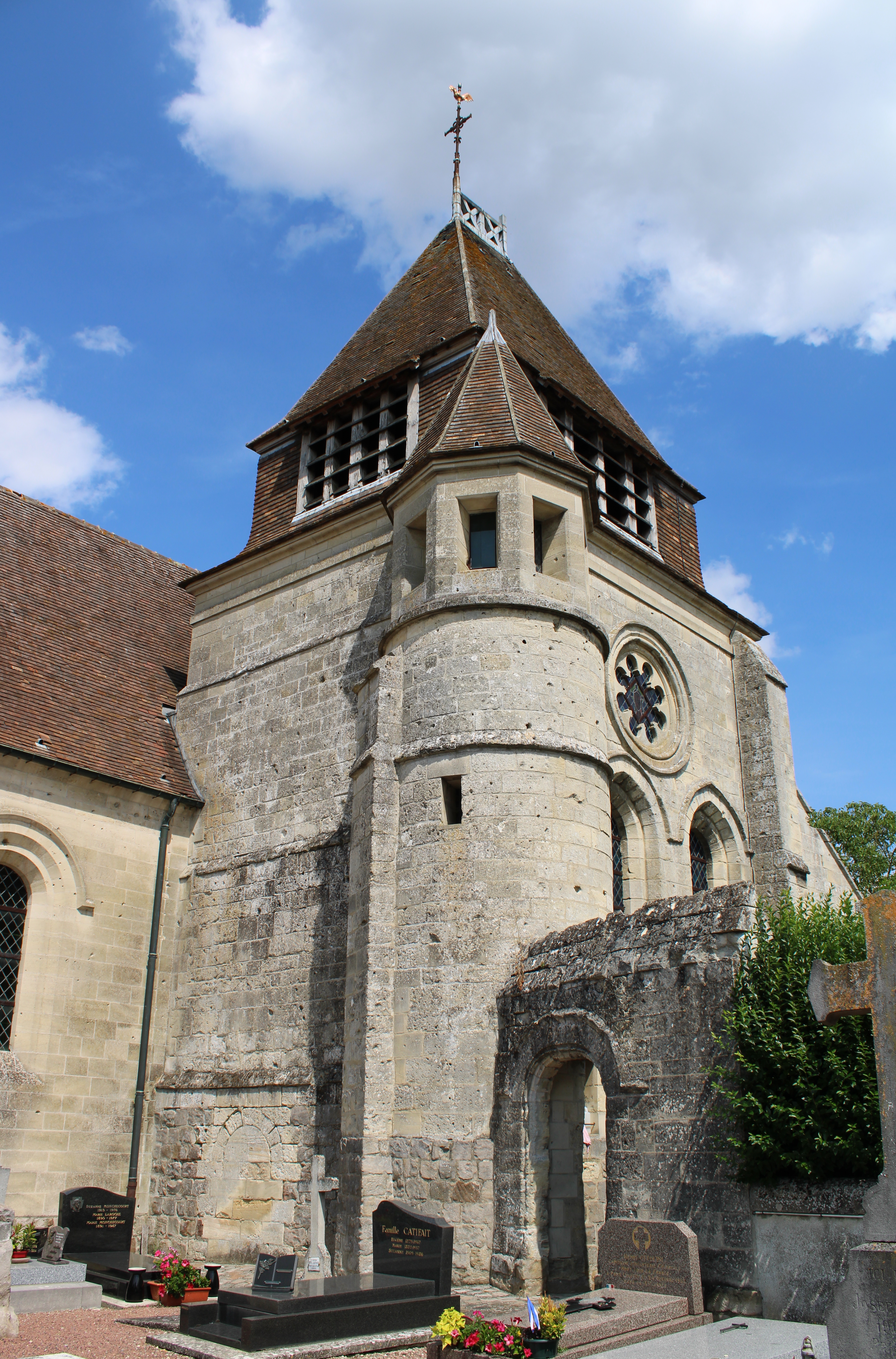
Détail du clocher de l'église
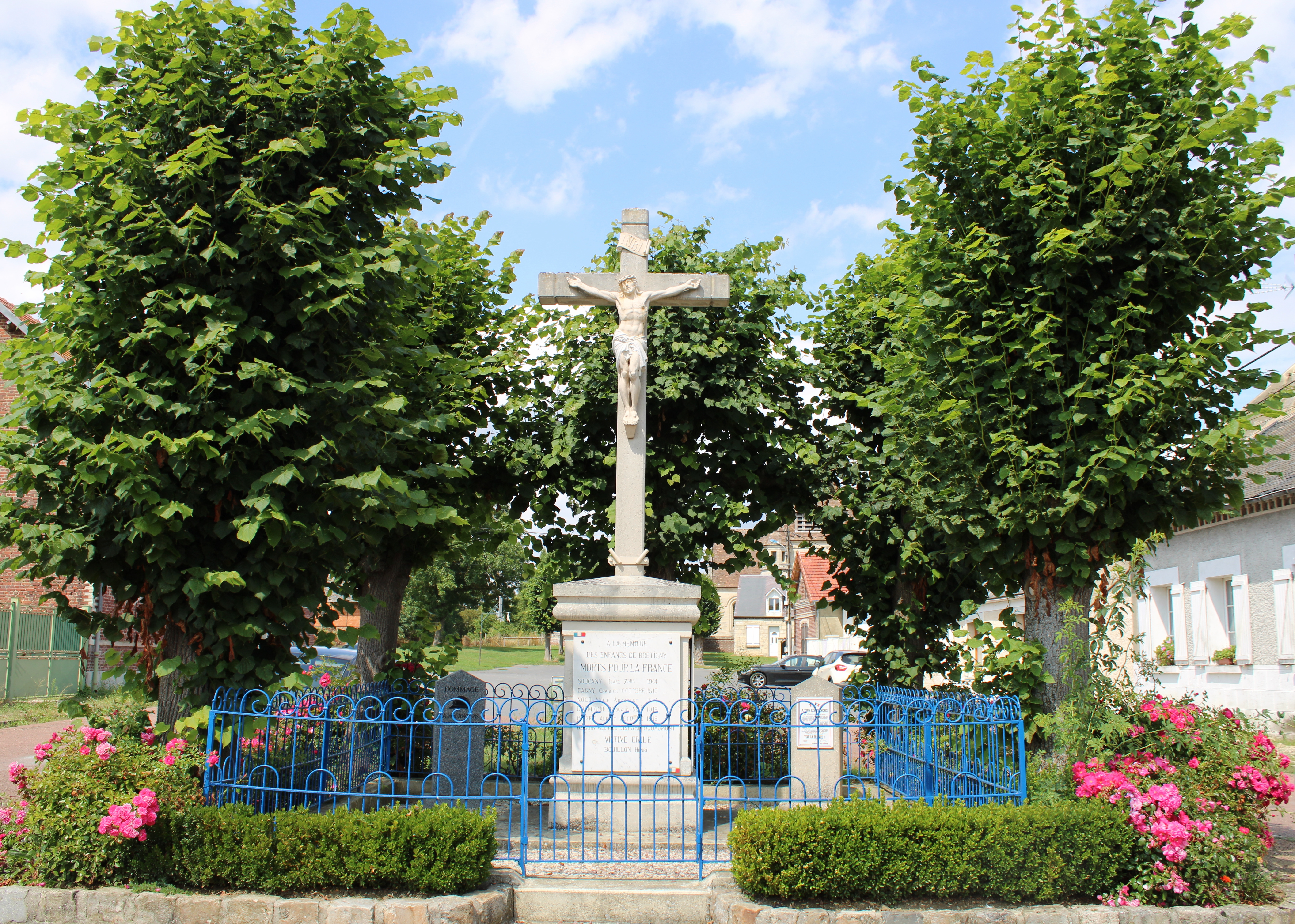
Le monument aux morts.

### Personnalités liées à la commune
- Saint  Hubert de Brétigny (mort  vers 714), ou Hugbert, moine à Brétigny (Britannicum) ; fêté le 30 mai[34],[33].
- La seigneurie temporelle appartient pendant longtemps sous l'Ancien Régime à la maison de Gesvres, d'où elle passa au marquis  de Barbançon[1].

.

## Héraldique
| Blason de Brétigny | Blason  | D'or aux cinq chateaux de gueules ouverts, maconnés et ajourés de sable ordonnés 2.2.1.                                         |
| Blason de Brétigny | Détails | Il s'agit des armes des sires de Chepoix, qui détenaient la terre de Brétigny. Le statut officiel du blason reste à déterminer. |